# Liestal
Liestal est une ville et une commune suisse du canton de Bâle-Campagne dont elle est le chef-lieu. Elle est située dans le district homonyme. Elle fait partie de l'agglomération de la ville de Bâle.

## Géographie

Vue aérienne par Walter Mittelholzer (1922).

### Situation
Située à 6 km au sud d'Augst et 17 km au sud-est de Bâle, Liestal s'adosse aux derniers contreforts du Jura, à la rencontre des deux routes du Hauenstein. La commune s'étend sur 18,19 km2. Lors du relevé de 2013-2018, les surfaces d'habitations et d'infrastructures représentaient 24,8 % de sa superficie, les surfaces agricoles 15,5 %, les surfaces boisées 58,6 % et les surfaces improductives 1,0 %.

### Transports
- Ligne ferroviaire CFF Bâle-Olten, à 14 km de Bâle et à 25 km d’Olten.
- Ligne ferroviaire Liestal-Waldenburg.
- Ligne de bus pour Bâle, Lausen, Füllinsdorf, Reigoldswil et Frenkendorf.
- Autoroute A2, sortie 8.

## Histoire
Si des archéologues ont mis au jour des morceaux de poterie et des silex vieux d'environ 7 500 ans (plus vieux indices d'habitat sédentaire en Europe centrale), la localité n’est mentionnée pour la première fois qu’en 1189. Elle est élevée au rang de ville en 1240.

## Population et société

### Démographie

#### Évolution de la population
Liestal compte 15 420 habitants au 31 décembre 2022 pour une densité de population de 848 hab/km2. Sur la période 2010-2019, sa population a augmenté de 5,8 % (canton : 5,5 % ; Suisse : 9,4 %).  

#### Pyramide des âges
En 2020, le taux de personnes de moins de 30 ans s'élève à 33,2 %, au-dessus de la valeur cantonale (29,6 %). Le taux de personnes de plus de 60 ans est quant à lui de 26,6 %, alors qu'il est de 29,1 % au niveau cantonal.
La même année, la commune compte 7 292 hommes pour 7 477 femmes, soit un taux de 49,4 % d'hommes, supérieur à celui du canton (49,1 %).
| Hommes | Classe d’âge | Femmes |
| ------ | ------------ | ------ |
| 0,7    | 90 ans ou +  | 1,8    |
| 7,7    | 75 à 89 ans  | 10,0   |
| 16,0   | 60 à 74 ans  | 17,0   |
| 21,3   | 45 à 59 ans  | 20,6   |
| 20,0   | 30 à 44 ans  | 18,8   |
| 19,7   | 15 à 29 ans  | 18,2   |
| 14,8   | - de 14 ans  | 13,6   |

| Hommes | Classe d’âge | Femmes |
| ------ | ------------ | ------ |
| 0,8    | 90 ans ou +  | 1,5    |
| 9,1    | 75 à 89 ans  | 11,3   |
| 17,4   | 60 à 74 ans  | 18,0   |
| 22,9   | 45 à 59 ans  | 22,5   |
| 18,9   | 30 à 44 ans  | 18,6   |
| 15,9   | 15 à 29 ans  | 14,5   |
| 15,1   | - de 14 ans  | 13,7   |

### Écoles
- Centre de formation de Liestal (CFL), école des douanes

### Médias
- Le Basellandschaftliche Zeitung[6]

## Jumelage
- Waldkirch (Allemagne) depuis 1952
- Sacramento (États-Unis)

## Culture et patrimoine

### Héraldique
| Blason | Blasonnement : Coupé d'argent à la crosse épiscopale de gueules garnie de sept perles du même, issant du trait du coupé, et de gueules. |

### Monuments et curiosités
- Obertor (porte supérieure)

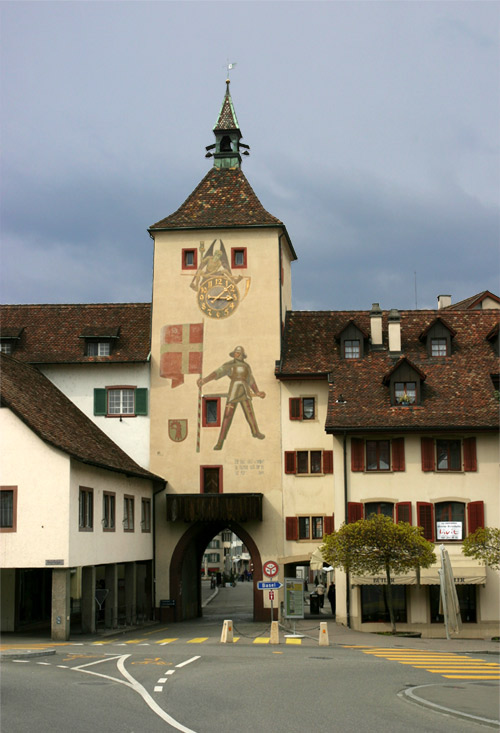
Obertor, 2004.

- Église réformée, construite à l’époque de la fondation de la ville
- Hôtel de ville, reconstruit en 1568
- Olsbergerhof, maison patricienne de 1571

### Musées
- Le musée cantonal de Bâle-Campagne y présente notamment la rubanerie, activité introduite par les réfugiés protestants dans la seconde moitié du XVIe siècle.
- Musée des harmoniums

### Personnalités liées à Liestal
- David Degen (1983-), footballeur
- Philipp Degen (1983-), footballeur
- Gustav Herold (1839-1927), sculpteur né à Liestal
- Adrian Knup (1968-), footballeur
- Enrico Marini (1969-), dessinateur de BD
- Jörg Schuldhess (1941-1992), peintre, graphiste et écrivain
- Carl Spitteler (1845-1924), écrivain (prix Nobel de littérature en 1919)
- Céline Walser (1998-), joueuse de squash